# سلسفي رطب الأوراق
السلسفي رطب الأوراق أو الدَبَح الخليلي (باللاتينية: Scorzonera psychrophila) نوع نباتي ينتمي إلى جنس السلسفي من الفصيلة النجمية.

## الموئل والانتشار
موطنها المشرق العربي وسيناء وتركيا وأرمينيا.

## مرادفات للاسم العلمي
- (باللاتينية: Scorzonera judaica Eig)
- (باللاتينية: Scorzonera pseudolanata Grossh.)